# Emil Neumann (Komponist)
Emil Rudolph (Rudolf) Hugo Neumann (* 24. Oktober 1834 in Berlin; † 10. März 1901 in Pankow) war ein deutscher Musiker, Kapellmeister und Komponist.
Nach seiner musikalischen Ausbildung wurde er Hoboist im preußischen Garde-Grenadier-Regiment Nr. 1 in Berlin. Nachdem er mit seiner Komposition des Victoria-Marschs im Marschwettbewerb des Verlags Bote & Bock 1859 den ersten Preis gewonnen hatte, wurde er zum Stabshoboist befördert. Seine Komposition wurde unter anderem Parademarsch des Königlich Bayerischen 11. Infanterie-Regiments in Regensburg. Sein Marsch ist Teil Sammlung „Deutsche Armeemärsche“ von Wilhelm Stephan, deren Titel von den Orchestern der Bundeswehr regelmäßig gespielt werden.